# Kisgörbő
Kisgörbő là một thị trấn thuộc hạt Zala, Hungary. Thị trấn này có diện tích 6,59 km², dân số năm 2010 là 190 người, mật độ 29 người/km².